# ジャンマリア・テスタ
ジャンマリア・テスタ（Gianmaria Testa、1958年10月17日 - 2016年3月30日）は、イタリアのシンガーソングライター、ギタリスト 。
テスタは1990年に音楽活動を開始し、1990年代初頭にはレカナーティ音楽祭において2年連続で最高賞を受賞した。彼のファースト・アルバム『Montgolfières』は、フランスのLabel Bleuとハルモニア・ムンディのコラボレーションで1995年に発売された。テスタは音楽活動中も、イタリアでクーネオ駅の駅長として働き続けた。彼はイタリア語とフランス語で歌い、彼の音楽はフォーク、ジャズ、ワールドミュージックに近いものだった。

## ディスコグラフィ

### スタジオ・アルバム
- Montgolfières (1995年)
- Extra-Muros (1996年)
- Lampo (1999年)
- Il valzer di un giorno (2000年)
- Altre latitudini (2003年)
- Da questa parte del mare (2006年)
- Vitamia (2011年)
- Prezioso (2019年)

### ライブ・アルバム
- Solo dal vivo (2009年)
- Men at work (2013年)